# خ
خ（ハー, خاء）は、アラビア文字の7番目に位置する文字。無声軟口蓋摩擦音 /x/ を表す。

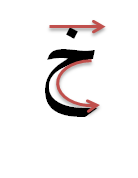
単独形の筆順

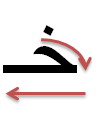
語頭形の筆順

フェニキア文字では /ħ/ と /x/ を区別することができなかった。アラビア文字では点の数によって、ح (/ħ/) と خ (/x/) を書き分ける。

## 符号位置
| 文字 | Unicode | JIS X 0213 | 文字参照        | 名称 |
| ---- | ------- | ---------- | --------------- | ---- |
| خ    | U+062E  | ‐          | &#x62E; &#1582; | ハー |